# District de Chancheng
Le district de Chancheng (禅城区 ; pinyin : Chánchéng Qū) est une subdivision administrative de la province du Guangdong en Chine. Il est placé sous la juridiction de la ville-préfecture de Foshan.